# Dev (Sängerin)

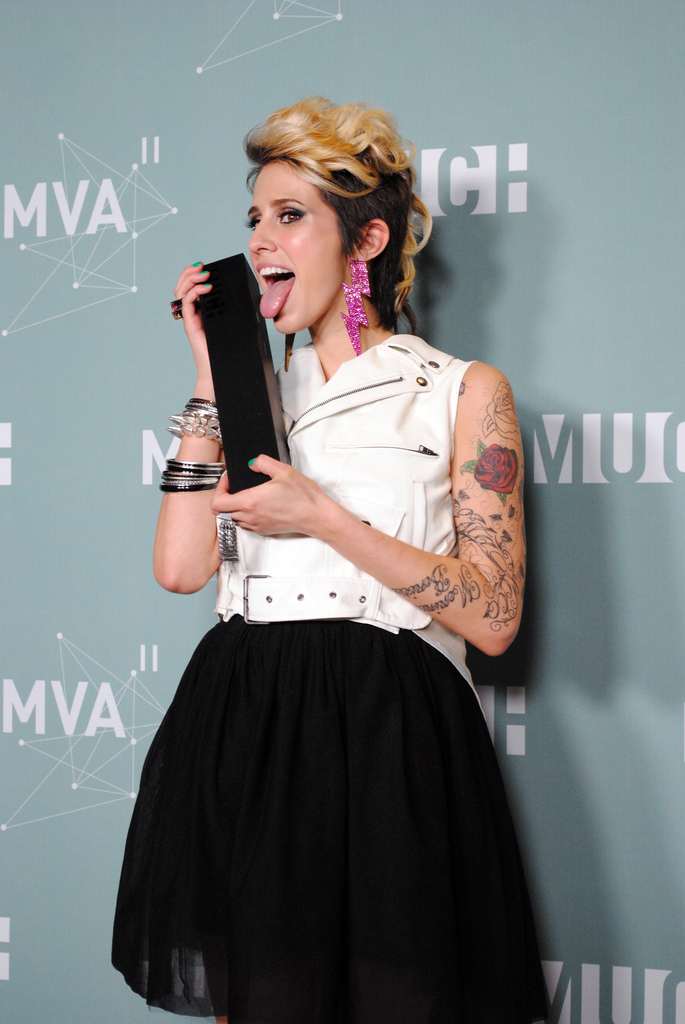
Dev (2011)

Dev (* 2. Juli 1989 in Manteca, Kalifornien; bürgerlich Devin Star Tailes) ist eine US-amerikanische Sängerin und Rapperin. Sie wurde bekannt, als The Cataracs und Far East Movement im Lied Like a G6 ein Sample aus Devs kommerziell erfolglosem Lied Booty Bounce verwendeten und sich damit auf Platz eins der Singlecharts platzierten.

## Leben
Dev stammt aus Manteca, Kalifornien und ist mexikanischer und portugiesischer Abstammung. Sie war vor ihrer Musikkarriere eine professionelle US-Schwimmerin. Im Jahr 2008 lud sie ihre eigenen Lieder auf ihre MySpace-Seite, wo die Band The Cataracs auf sie aufmerksam wurde. Nach ihrer Entdeckung nahmen The Cataracs und Dev zusammen Lieder auf und gingen auf Tour. Sie sang in den Liedern 2Nite und Top of the World der Band mit. Dev lebt zurzeit in Los Angeles, Kalifornien, wo sie mit The Cataracs die Arbeiten an ihrem Debütalbum beendete.
Am 9. Dezember 2011 brachte Dev eine Tochter zur Welt.

## Diskografie

### Studioalben
| Jahr | Titel                           | Höchstplatzierung, Gesamtwochen, AuszeichnungChartsChartplatzierungen (Jahr, Titel, Platzierungen, Wochen, Auszeichnungen, Anmerkungen) | Anmerkungen                             |
| Jahr | Titel                           | US | Anmerkungen                             |
| ---- | ------------------------------- | --- | --------------------------------------- |
| 2011 | The Night the Sun Came Up       | US61 (1 Wo.)US | Erstveröffentlichung: 31. August 2011   |
| 2017 | I Only See You When I’m Dreamin | — | Erstveröffentlichung: 8. September 2017 |

### Mixtapes
- 2011: Is Hot: The Mixtape

### EPs
- 2014: Not All Love Songs Have to Be So Sad
- 2014: Bittersweet July
- 2014: Bittersweet July, Part 2

### Singles als Leadmusikerin
| Jahr | Titel Album                             | Höchstplatzierung, Gesamtwochen, AuszeichnungChartplatzierungen (Jahr, Titel, Album, Platzierungen, Wochen, Auszeichnungen, Anmerkungen) | Höchstplatzierung, Gesamtwochen, AuszeichnungChartplatzierungen (Jahr, Titel, Album, Platzierungen, Wochen, Auszeichnungen, Anmerkungen) | Anmerkungen                                                    |
| Jahr | Titel Album                             | UK | US | Anmerkungen                                                    |
| ---- | --------------------------------------- | --- | --- | -------------------------------------------------------------- |
| 2010 | Bass Down Low The Night the Sun Came Up | UK10 Silber · (19 Wo.)UK | US61 (12 Wo.)US | Erstveröffentlichung: 16. November 2010 feat. The Cataracs     |
| 2011 | In the Dark The Night the Sun Came Up   | UK37 (4 Wo.)UK | US11 Platin · (20 Wo.)US | Erstveröffentlichung: 25. April 2011 feat. The Cataracs        |
| 2012 | Naked The Night the Sun Came Up         | — | US99 (1 Wo.)US | Erstveröffentlichung: 20. Dezember 2011 feat. Enrique Iglesias |

Weitere Singles
- 2012: In My Trunk (feat. 2 Chainz)
- 2013: Kiss It (feat. Sage the Gemini)
- 2014: Honey Dip
- 2015: Parade
- 2016: #1 (feat. Nef the Pharaoh)
- 2017: All I Wanna Do
- 2017: Come at Me
- 2020: Mango
- 2020: Follow My Lead
- 2020: Bom Dia
- 2021: Menina Bonita
- 2022: Y COMO YO
- 2022: MAMI PAPI
- 2023: Summer
- 2023: Discoteca (mit Ape Drums feat. NEZ)
- 2024: Tilt

### Singles als Gastmusikerin
| Jahr | Titel Album                        | Höchstplatzierung, Gesamtwochen, AuszeichnungChartplatzierungen (Jahr, Titel, Album, Platzierungen, Wochen, Auszeichnungen, Anmerkungen) | Höchstplatzierung, Gesamtwochen, AuszeichnungChartplatzierungen (Jahr, Titel, Album, Platzierungen, Wochen, Auszeichnungen, Anmerkungen) | Höchstplatzierung, Gesamtwochen, AuszeichnungChartplatzierungen (Jahr, Titel, Album, Platzierungen, Wochen, Auszeichnungen, Anmerkungen) | Höchstplatzierung, Gesamtwochen, AuszeichnungChartplatzierungen (Jahr, Titel, Album, Platzierungen, Wochen, Auszeichnungen, Anmerkungen) | Höchstplatzierung, Gesamtwochen, AuszeichnungChartplatzierungen (Jahr, Titel, Album, Platzierungen, Wochen, Auszeichnungen, Anmerkungen) | Anmerkungen                                                                     |
| Jahr | Titel Album                        | DE | AT | CH | UK | US | Anmerkungen                                                                     |
| ---- | ---------------------------------- | --- | --- | --- | --- | --- | ------------------------------------------------------------------------------- |
| 2010 | Like a G6 Free Wired               | DE15 Platin · (24 Wo.)DE | AT8 (26 Wo.)AT | CH10 Gold · (24 Wo.)CH | UK5 ×2Doppelplatin · (27 Wo.)UK | US1 ×4Vierfachplatin · (26 Wo.)US | Erstveröffentlichung: 13. April 2010 Far East Movement feat. Dev & The Cataracs |
| 2011 | Backseat Too Cool to Care          | — | — | — | UK55 (6 Wo.)UK | US26 Platin · (20 Wo.)US | Erstveröffentlichung: 15. Februar 2011 New Boyz feat. Dev & The Cataracs        |
| 2011 | She Makes Me Wanna Jukebox         | — | — | — | UK1 Platin · (20 Wo.)UK | — | Erstveröffentlichung: 22. Juli 2011 JLS feat. Dev                               |
| 2011 | Hey Hey Hey (Pop Another Bottle) – | DE27 (6 Wo.)DE | AT26 (4 Wo.)AT | CH63 (1 Wo.)CH | — | — | Erstveröffentlichung: 26. September 2011 Laurent Wéry feat. Swift K.I.D. & Dev  |

Weitere Gastbeiträge
- 2011: Top of the World (The Cataracs feat. Dev, US: Gold)
- 2011: Hotter Than Fire (Eric Saade feat. Dev)
- 2011: Sunrise (The Cataracs feat. Dev)
- 2012: Turn the World On (Static Revenger feat. Dev)
- 2012: Mary (2AM Club feat. Big Sean and Dev)
- 2013: Danse (Mia Martina feat. Dev)
- 2015: Electric Walk (Nytrix feat. Dev)